# Jolanda Schlüchter
Jolanda Schlüchter (* 13. April 1994) ist eine ehemalige Schweizer Unihockeyspielerin. Sie stand zuletzt beim Nationalliga-A-Vertreter UHV Skorpion Emmental unter Vertrag.

## Karriere
Schlüchter begann ihre Karriere beim UHV Skorpion Emmental im Nachwuchs. 2015 wechselte sie von der U21-Mannschaft des UHV Skorpion Emmental in die erste Mannschaft des Nationalliga-B-Vereins UH Lejon Zäziwil.
Auf die Saison 2016/17 wechselte sie zurück zu ihrem Jugendverein Skorpion Emmental. Am Ende der Saison 2017/18 gab Schlüchter ihren Rücktritt vom Spitzensport bekannt.